# Pont Pevtcheski
Pour Moscou, voir Ruelle Pevtcheski.
Le pont Pevtcheski (en russe : Пе́вческий мост ; littéralement le pont des Chanteurs), également connu sous le nom de pont des Choristes ou pont Jaune (Жёлтый Мост, Joltyi Most), est un pont à travée unique sur la rivière Moïka à Saint-Pétersbourg, en Russie.
Faisant partie de la place du Palais, il fait 21 mètres de long pour 72 mètres de large. C'est le troisième pont le plus large de Saint-Pétersbourg, après le pont Bleu et le pont de Kazan. 
Avant la révolution de Février,  « Pont des Chantres », « Pont-aux-Chantres », etc.,  désignent le ministère tsariste des Affaires étrangères, tout comme le ministère français des Affaires étrangères est connu sous le nom de Quai d'Orsay. En anglais : « Choristers’ Bridge »,.
Le premier pont en bois sur le site a été conçu par l'architecte français Auguste de Montferrand et a été inauguré en 1834. Les premiers piétons à traverser le pont sont les troupes défilant pour le dévoilement de la colonne d'Alexandre (également conçue par Montferrand). Le pont est aussi appelé pont Jaune en raison de la couleur de ses balustrades, conformément au code couleur des ponts traversant la rivière Moïka (qui avait déjà le pont Bleu, le pont Vert et le pont Rouge).

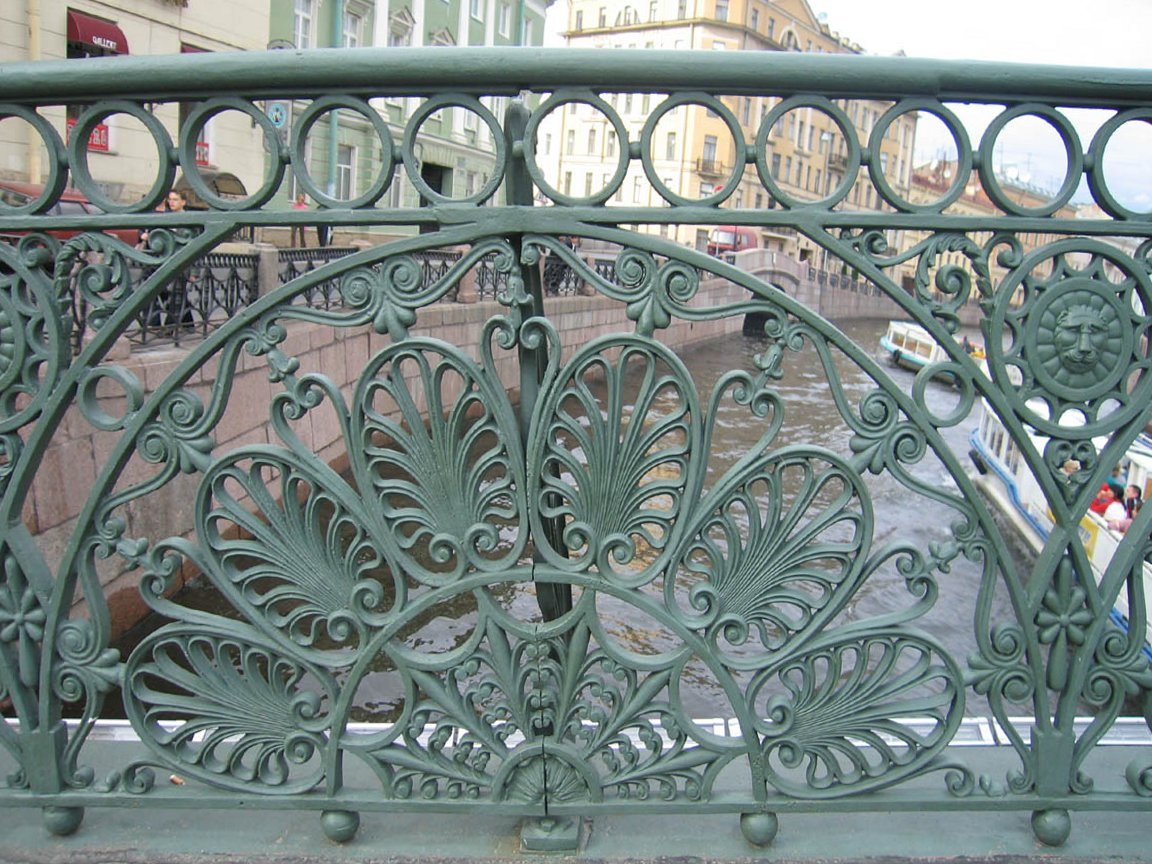
Détail de la balustrade.

En 1837, Georges Cancrin, ministre des Finances, propose de remplacer le pont en bois par une structure en fonte beaucoup plus large. Selon la légende, l'empereur Nicolas Ier lui-même choisit l'emplacement du pont. De l'autre côté de la rivière du palais d'Hiver, se trouve la maison du comte Youri Golovkine. Un jour, Golovkine est si pressé de rencontrer l'empereur qu'il sort du bateau le transportant sur la Moïka et manque de se noyer. Aussi l'empereur dit à Golovkine qu'il a choisi de placer le pont près de sa maison afin de lui éviter un nouvel accident.
Le nouveau pont est conçu par les architectes Vassili Stassov, Domenico Adamini et l'ingénieur E.A. Adam et est ouvert à la circulation le 24 octobre 1840. Le premier utilisateur en est Nicolas Ier lui-même, qui le traverse solennellement en carrosse. Le pont accueille de belles balustrades en fonte, avec de nombreuses fioritures, dont des palmettes en éventail.
Le pont reçoit plus tard le nom de Pevtcheski most (littéralement : pont des Chanteurs), car la chapelle de la Cour de Saint-Pétersbourg (en) se trouve à proximité. En 1937, les pavés roses du pont sont remplacés par du bitume. En 2004, les entreprises Lenmoststroy et Intarsiya mènent des travaux de restauration sur le pont.